# Salvador Galmés

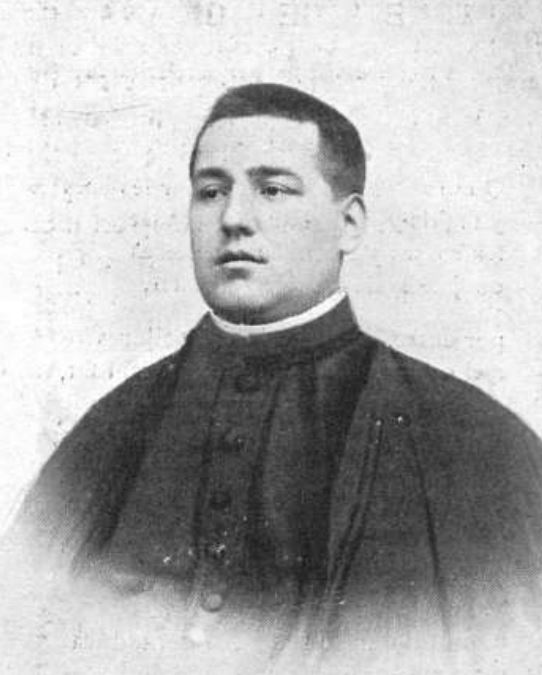
Salvador en 1911

Salvador Galmés Sancho (San Lorenzo del Cardezar, Baleares, 9 de marzo de 1876 - id., 25 de abril de 1951) fue un narrador y erudito español.
Durante su vida escribió numerosas narraciones breves -que denominó Contarelles- que aparecen en la prensa escrita mallorquina y catalana, con las que gana el Premio Extraordinario de los Juegos Florales de Barcelona en dos ocasiones, por Negrures (1908) y La Dida (1923). Publicó una sola novela, Flor de card (1911), enmarcada dentro de la tradición del naturalismo rural. Tras su muerte se inició la recuperación de algunas de los cuentos en títulos como Novel·letes rurals, Quadrets i pinzellades y La dida i altres narracions, un proceso de recuperación que se cierra definitivamente con la publicación de los cuatro volúmenes de sus obras completas. Mantuvo una larga disputa con Antonio María Alcover que le distrajo de la tarea intelectual durante algunos años. Como especialista en Ramon Llull, transcribió y prologó, prácticamente solo, los volúmenes V-XX de las Obres de Ramon Llull, editadas por la Comisión Editora Luliana. También escribió numerosos artículos, reseñas y conferencias sobre temas lulísticos, y los excelentes estudios Vida Compendiosa del Beat Ramon Llull (1915) y Dinamisme de Ramon Llull (1935).

## Obras
- Vida compendiosa del beat Ramon Llull (1915)
- Flor de card (1911)
- La dida (presentada a los Juegos Florales de Barcelona de 1922[2] y 1923, premio de la Copa Artística en 1923)
- El fill de l'Aire i de la Mar (presentado a los Juegos Florales de Barcelona de 1932)[3]
- Dinamisme de Ramon Llull (1935)
- Novel·letes rurals (1953) (póstuma)
- Quadrets i pinzellades (1956) (póstuma)
- La dida i altres narracions (1976) (póstuma)
- Narracions (1976) (póstuma)
- Escrits sobre Ramon Llull (1990) (póstuma)

## Obras completas
- Narrativa I (1992)
- Narrativa II (1994)
- Lul·lisme (1997)
- Articles, pròlegs i altres treballs. Epistolari (2001)

## Traducciones
- D'agricultura, de Catón (1927)
- Del camp, de Varrón (1928)
- De l'orador, de Cicerón (1929-1933)[4]